# 룩셈부르크인
룩셈부르크인은 룩셈부르크 국적을 가진 사람들을 지칭하거나, 룩셈부르크어를 모어로 사용하는 독일계 민족을 뜻한다. 오스트리아인이라는 분류와 유사하게 역사적으로는 독일 민족의 하위 집단으로 여겨져 왔으나 독립 국가의 존재에 따라 독자적 정체성도 존재한다.